# Лумбасручей
Лумбасручей — ручей в России, протекает по территории Валдайского сельского поселения Сегежского района Республики Карелии. Длина ручья — 18 км.
Ручей берёт начало из болота без названия и далее течёт преимущественно в западном направлении по заболоченной местности.
Ручей в общей сложности имеет 3 притока суммарной длиной 5,0 км.
Втекает в реку Кумбуксу, впадающую в реку Вожму, которая, в свою очередь, впадает в Выгозеро.
Населённые пункты на ручье отсутствуют.
Код объекта в государственном водном реестре — 02020001212202000005544.